# Гроскавалло
Гроскавалло (итал. Groscavallo) — коммуна в Италии, располагается в регионе Пьемонт, в провинции Турин.
Население составляет 208 человек (2008 г.), плотность населения составляет 2 чел./км². Занимает площадь 95 км². Почтовый индекс — 10070. Телефонный код — 0123.
Покровительницей коммуны почитается святая равноапостольная Мария Магдалина, празднование 22 июля.

## Демография
Динамика населения:

## Администрация коммуны
- Официальный сайт: